# ميكويان ميج-41
ميكويان ميج-41 (بالإنجليزية: Mikoyan MiG-41)‏ هي طائرة اعتراضية، ذكرت تقارير بأنها تحت التطوير للقوات الجوية الروسية من قبل ميكويان لتكون بديلا للطائرة الأقدم ميكويان ميغ-31. ووفقا لمحلل الدفاع الروسي فاسيلي كاشين، سيتم اعتبار طراز ميغ 41 كمشروع لطائرة من الجيل 5++ أو الجيل السادس.